# Jozef Bomba
Jozef Bomba (Bardejov, 30 de março de 1939 – 27 de outubro de 2005) foi um futebolista eslovaco, que atuava como defensor.

## Carreira
Jozef Bomba fez parte do elenco da Seleção Tchecoslovaca que disputou a Copa do Mundo de 1962.

## Ligações Externas
- Perfil (em inglês)